# Ida Freund
Pour les articles homonymes, voir Freund.
Ida Freund (15 avril 1863 - 15 mai 1914) est la première femme professeure d'université de chimie au Royaume-Uni. Elle est connue pour son influence sur l'enseignement des sciences, en particulier pour les femmes et les filles. Elle a écrit deux manuels de chimie et inventé un tube de mesure de gaz qui porte son nom.

## Biographie
Ida Freund est née en Autriche. À la mort de sa mère, elle déménage pour vivre avec ses grands-parents à Vienne. À la suite du décès de ces derniers, en 1881, elle déménage en Angleterre chez son oncle et tuteur, le violoniste Ludwig Straus, bien connu en tant que membre du Quatuor Joachim et premier violon de l'Orchestre de Hallé (1875-1888). Elle s'inscrit au Girton College, obtenant une distinction de première classe dans le cours Natural Sciences Tripos bien qu'elle y arrive avec un niveau d'anglais scolaire. Elle part ensuite au Cambridge Training College for Women en tant que professeure de chimie, et un an plus tard, elle rejoint le Newnham College de Cambridge en tant que démonstratrice. En 1890, elle est promue maître de conférences en chimie (1893–1912). Il s'agit de la première nomination d'une femme en tant que maître de conférences sur le sujet au Royaume-Uni. Elle devient associée au Newnham College, puis membre de son conseil.
Elle se consacre à l'enseignement et garde peu de temps pour la recherche. Elle ne continue pas ses études en maîtrise ou en doctorat. Elle devient responsable des travaux pratiques en laboratoire de ses étudiants, dont beaucoup n'ont pas ou peu de connaissances en chimie. Elle est considérée par ses élèves comme une enseignante inspirante et un personnage singulier. À la suite d'un accident de vélo dans sa jeunesse, elle a perdu une jambe. Elle utilise divers bâtons de marche, une prothèse de jambe ou un fauteuil roulant tricycle à bras,. Son handicap et son style vestimentaire non conventionnel en font une figure reconnaissable qui a marqué ses collègues et ses contemporains,.
Freund est une féministe active, partisane du suffrage féminin. Elle fait partie des femmes qui se sont battues pour être admises à la Chemical Society au début des années 1900. Les femmes seront finalement admises à la Société en 1920, six ans après sa mort. Elle restera à Newnham jusqu'à sa retraite pour cause de problèmes de santé en 1913. Le laboratoire de chimie de Newnham fut fermé après son départ ; les étudiantes sont alors admises pour étudier dans les laboratoires de chimie départementaux de l'Université. Elle décède des suites d'une opération le 15 mai 1914 à son domicile de Cambridge. Elle travaillait sur son deuxième livre.
Ida Freund est l'inventrice d'un tube de mesure de gaz, variation du tube de mesure d'Oswald pour les gaz, qui porta son nom. L'appareil n'est plus d'usage aujourd'hui.

## Publications
The Study of Chemical Composition: An Account of its Method and Historical Development with Illustrative Quotations (1904) (réimprimé en 2014) and The Experimental Basis of Chemistry: Suggestions for a Series of Experiments Illustrative of the Fundamental Principles of Chemistry publié à titre posthume en 1920. Elle avait prévu 20 chapitres pour ce titre mais n'a pu en terminer que dix avant sa mort. Le livre fut ensuite revu pour publication par des collègues et amis, dont Mary Beatrice Thomas, directrice des études scientifiques au Girton College.
Les deux livres de Freund sont considérés comme des textes clés dans l'enseignement de la chimie et sont souvent cités.

## Enseignement
Freund est connue pour son intérêt envers l'enseignement des sciences, et en particulier pour l'amélioration de l'enseignement des sciences dans les écoles de filles. À l'époque, à Cambridge, les femmes ne pouvaient pas travailler dans les mêmes laboratoires que les hommes. Ainsi, Ida Freund donnait des cours spéciaux dans les laboratoires de chimie du Newnham College. Elle a également écrit des manuels et organisé des stages pour les enseignantes,. Freund a expérimenté différentes techniques d'enseignement, favorisant l'approche de Wilhelm Ostwald, dans laquelle « les principaux faits de la chimie sont traités sous la forme d'un dialogue entre un enseignant et un élève ». Elle a insisté pour que ses élèves lisent des recherches originales et testent la validité des travaux publiés - une approche révolutionnaire pour l'époque, pour laquelle elle a été critiquée. Cependant, elle a eu une influence significative sur les techniques d'enseignement de l'époque et était très appréciée de ses élèves.
Hutchinson et Thomas, les rédacteurs de son manuel publié à titre posthume The Fundamental Principles of Chemistry, décrivent son éthique d'enseignement ainsi : « Mlle Freund craignait l'expérimentation sans réflexion et les raisonnements bâclés. Elle était convaincue que la plupart de ce qui fonctionne dans une formation scientifique a peu de rapport avec la méthode scientifique elle-même et a peu de valeur éducative ». Ils la citent comme disant : « Dans mon enseignement en classe, je visais non seulement une base commune de connaissances mais aussi une norme commune au regard de la nature de la preuve scientifique et du sens à la précision ».
Elle s'est opposée à l'introduction de l'enseignement des sciences domestiques dans les écoles de filles comme substitut à l'enseignement scientifique fondamental mais a utilisé ses propres compétences en cuisine pour créer des ressources pédagogiques attrayantes.

## Petits gâteaux pour tableau périodique

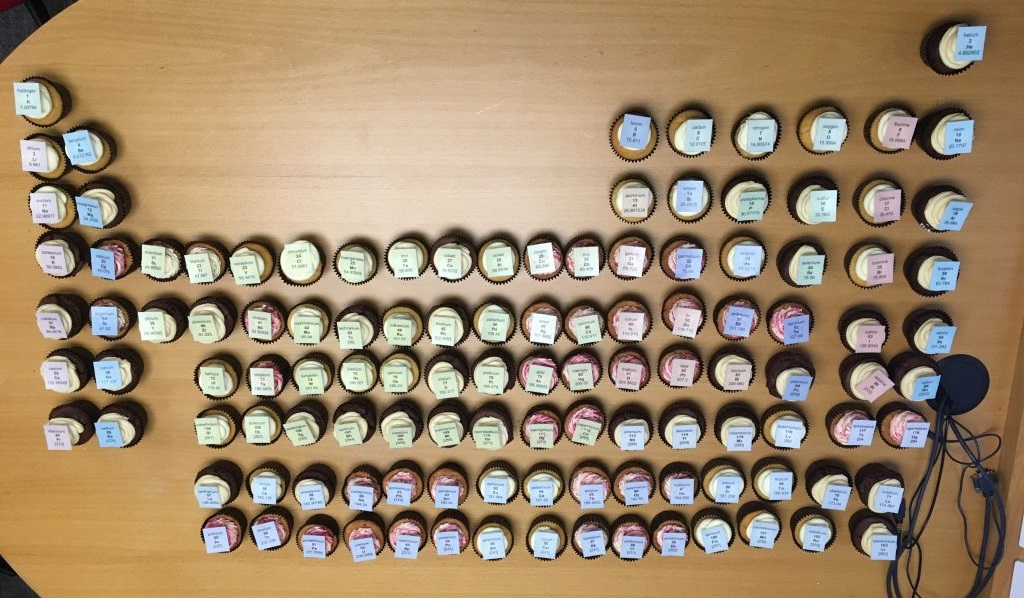
Petits gâteaux représentant le tableau périodique des éléments, fabriqués en 2017.

Freund a été la première personne à cuire des petits gâteaux pour former le tableau périodique des éléments chimiques,. Elle les a utilisés comme matériel pédagogique pour sa classe. Elle a également créé des boîtes de chocolats avec des photos de scientifiques et un grand tableau périodique avec chaque élément représenté par un cupcake décoré de son nom et de son numéro atomique en glaçage.
Une de ses élèves décrit son approche :
« In my year we were requested to go and make a further study of the 'Periodic Table of the Elements.' We found a very large board with the Table set out. The divisions across and down were made with Edinburgh Rock (en), numbers were made of chocolate, and the elements were iced cakes each showing its name and atomic weight in icing. The nonvalent atoms were round, univalent had a protruding corner, bivalent two, trivalent triangular and so on. We divided it up between us! »
Sur la base de son idée originale, les cupcakes de tableau périodique sont devenus une façon populaire et amusante de célébrer la chimie en Angleterre lors des ventes de pâtisseries scolaires et d'événements visant à promouvoir l'engagement du public pour la science. La Royal Society of Chemistry a célébré le lancement du tableau périodique des éléments visuels avec un ensemble de petits gâteaux de tableaux périodiques et les étudiants de l'Université de Nottingham ont fait de même pour l'anniversaire de Martyn Poliakoff. Une vidéo montrant la collection de gâteaux est incluse dans la série de vidéos en ligne du professeur Poliakoff « Vidéos périodiques ». Les vidéos périodiques visent à apporter la chimie à une nouvelle génération d'étudiants.
Des recettes de versions modernes du tableau périodique des petits gâteaux de Freund sont largement disponibles en ligne,,.

## Mémoriaux
En avril 1998, le laboratoire de Newnham a été restauré pour en faire un mémorial. Le Fonds commémoratif Ida Freund a été créé pour élever le niveau des enseignantes en sciences physiques en leur donnant la possibilité de poursuivre leurs études. Le prix commémoratif Ida Freund est offert par le Newnham College.